# Еуфонија
Еуфонија (грч. ευφωνοα) милозвучност, благозвучје, хармонија звукова, односно гласова у речима је манифестација фонике заснована на понављању звукова, звучној организацији уметничког говора, најчешће поетског, мада се овај концепт може применити и на прозу . Супротан концепт еуфонији је какофонија.
У књижевној критици, ово је назив дела поетике који проучава квалитативну страну говорних звукова у песмама, што одређује специфичну емоционалну обојеност уметничког дела. Еуфонијом се могу назвати различита стилска средства: стиховни ритам, рима, анафора, епифора, алитерација, асонанца, дисонанца, као и све врсте звучних понављања.